# برج سن-ژاک

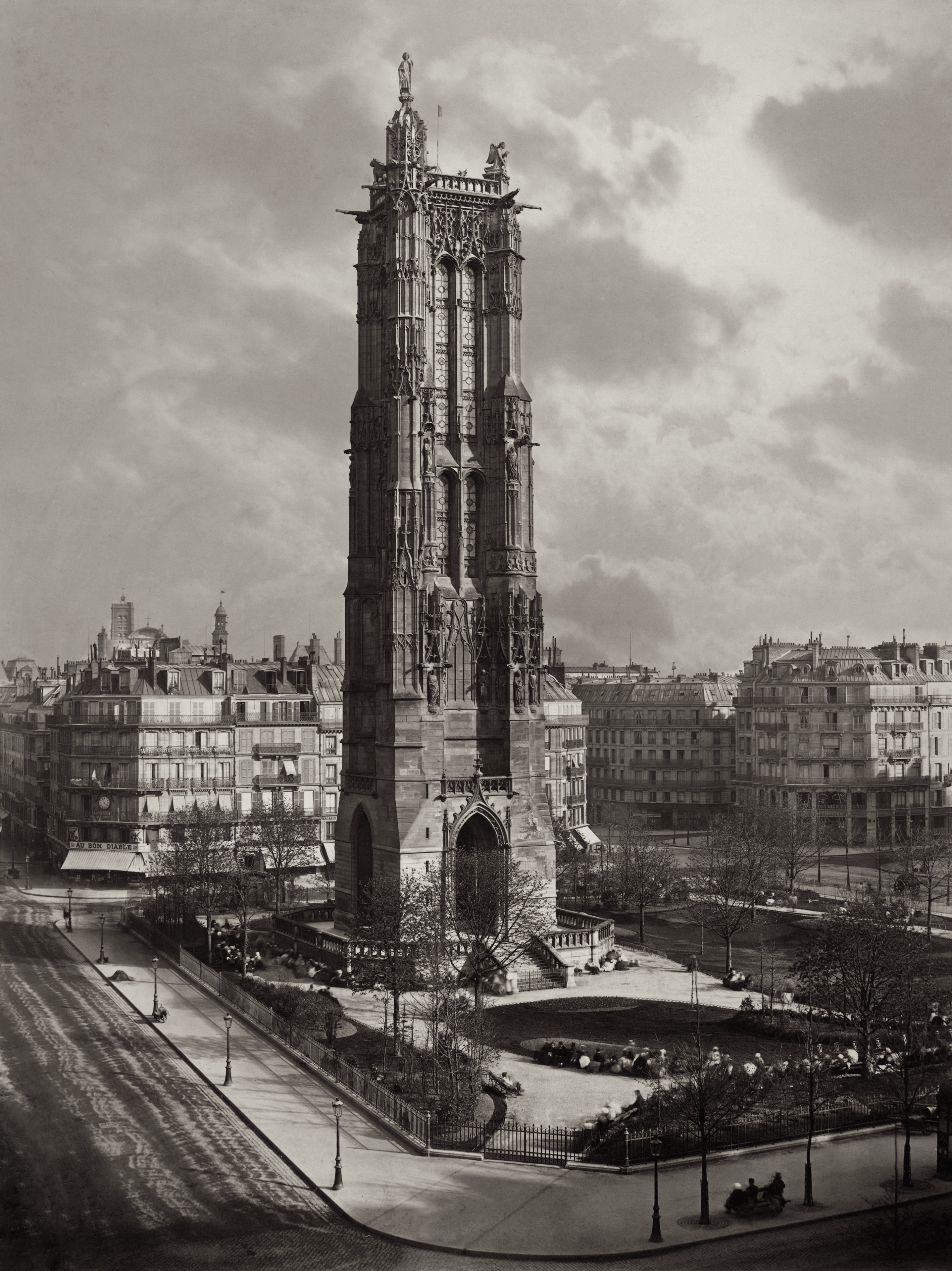
نگاره‌ای تاریخی به سال ۱۸۶۷ میلادی از برج سن-ژاک در منطقه چهارم پاریس. این برج ۵۲ متری، بخشی از کلیسای سن-ژاک بود که در سال ۱۷۹۷ و در جریان انقلاب فرانسه تخریب شد. کلیسا در سبک معماری گوتیک شعله‌سان ساخته‌شده بود. این نگاره در مالکیت موزه متروپولیتن نیویورک قرار دارد.

برج سن-ژاک (انگلیسی: Saint-Jacques Tower) یادمانی است واقع در منطقه چهارم پاریس، خیابان دو ریولی، خیابان نیکلاس فلامل. این برج ۵۲ متری در سبک گوتیک شعله‌سان، تنها باقی‌مانده کلیسای سده شانزدهمی سن-ژاک لا بوچری (سنت جیمز قصاب‌ها) است که در ۱۷۹۷ و طی انقلاب فرانسه ویران شد و تنها برج آن باقی ماند. تزئینات و معماری باشکوه این برج، تمول اهالی محله له‌ال که قصاب بودند را نشان می‌دهد. این کلیسا از ۱۵۰۹ تا ۱۵۲۳ میلادی، در دوره فرانسوای اول و برای گرامیداشت یعقوب بزرگ‌تر ساخته شده‌است. این اثر در ۱۹۹۸ در میراث جهانی یونسکو به ثبت رسید.